# Spy Fiction
Spy Fiction (スパイフィクション) est un jeu vidéo d'infiltration développé par Access Games, sorti en 2003 sur PlayStation 2.

## Accueil
- Jeuxvideo.com : 8/20[1]